# Hrabstwo Halifax (Karolina Północna)
Hrabstwo Halifax (ang. Halifax County) – hrabstwo w stanie Karolina Północna w Stanach Zjednoczonych.

## Geografia
Według spisu z 2000 roku obszar całkowity hrabstwa obejmuje powierzchnię 731 mil2 (1893,28 km²), z czego 725 mil2 (1877,74 km²) stanowią lądy, a 6 mili2 (15,54 km²) stanowią wody. Według szacunków United States Census Bureau w roku 2012 miało 54 006 mieszkańców. Jego siedzibą administracyjną jest Halifax.

### Miasta
- Enfield
- Halifax
- Hobgood
- Littleton
- Roanoke Rapids
- Scotland Neck
- Weldon

### CDP
- Hollister
- South Rosemary
- South Weldon